# Bebra (Sondershausen)
Bebra ist ein Stadtteil von Sondershausen im Kyffhäuserkreis in Thüringen, wurde 1922 eingemeindet und erstmals 1202 urkundlich erwähnt.

## Geografische Lage
Das Dorf liegt an der Bebra, einem Nebenfluss der Wipper, südwestlich von Sondershausen, zwischen dem Höhenzug namens Hainleite mit dem sagenumwobenen Totenberg und dem Eichenberg, hinter dem sich der Frauenberg auftürmt.

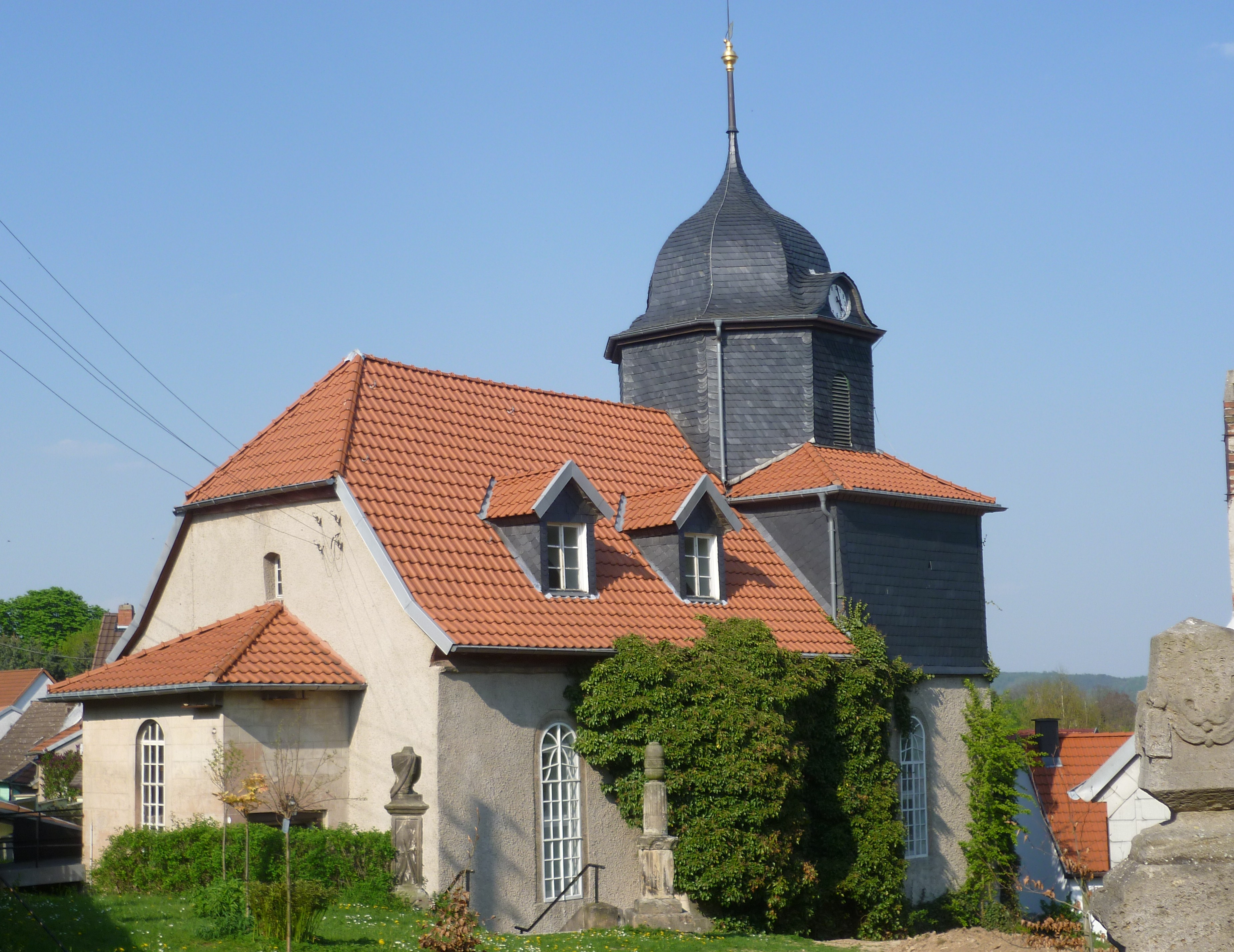
Kirche St. Georg in Bebra

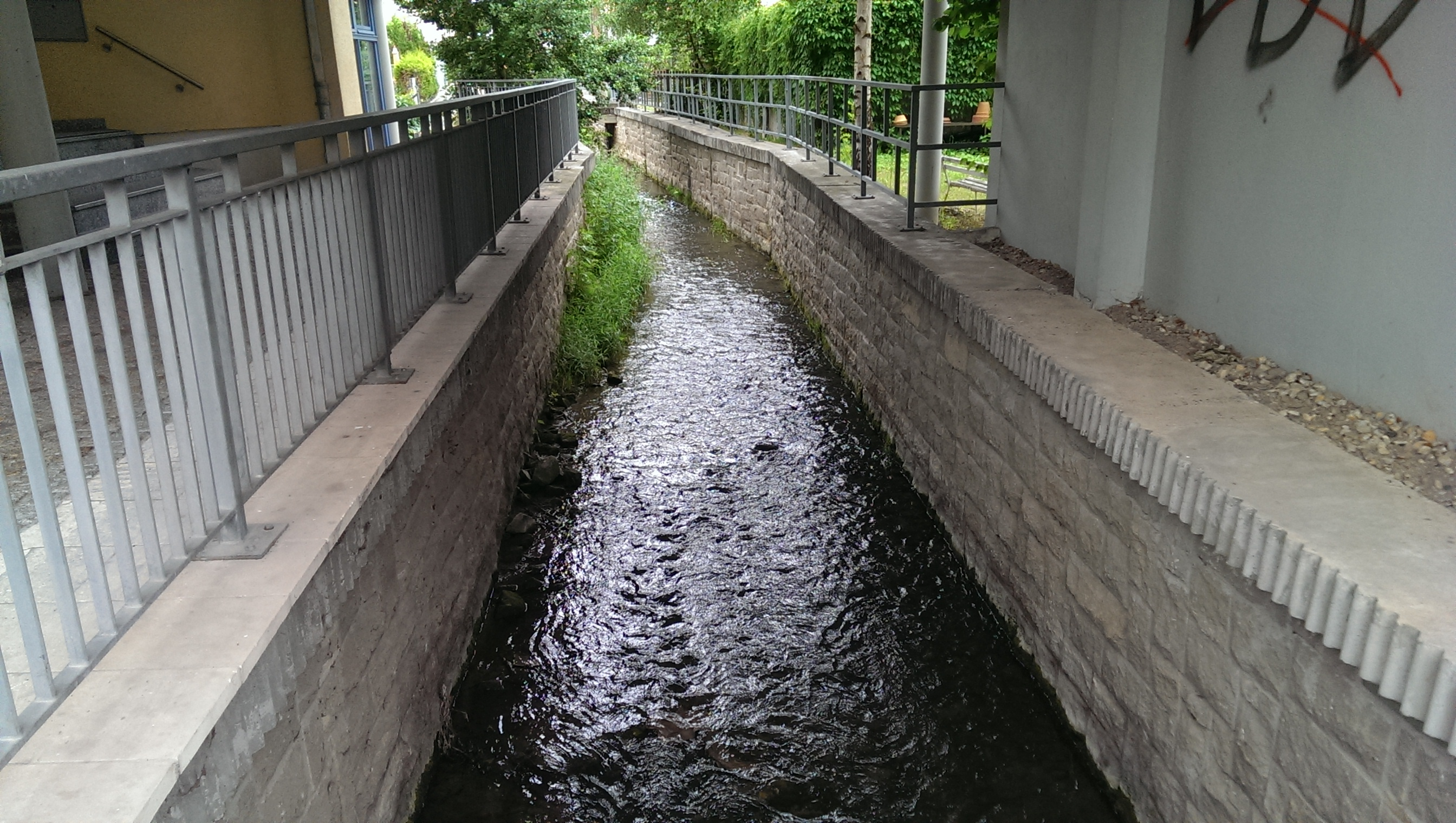
Die Bebra in Sondershausen

## Geschichte
Die Ortschaft hatte in seiner fast tausendjährigen Geschichte bis etwa 1700 keine eigene Kirche. Die Glaubensgemeinde war lange Zeit Filiale des kirchen- und länderreichen Chorherrenstiftes von Jechaburg, welches sich nur wenig oberhalb von Bebra befindet.
Mit der Wirtschaftsentwicklung zum Ende des 19. Jahrhunderts stieg auch die Einwohnerzahl. Während man 1819 gerade einmal 383 Bewohner zählte, waren es im Jahr 1854 bereits 651. Erhöht wurde diese Zahl in den folgenden Jahren durch Bergbau und einer sich noch entwickelnden Elektroindustrie. So entstanden unter anderem der Petersen-Schacht und der Bahnhof, welche sich in Teilen erhalten noch heute auf Bebraer Flur befinden. Bis 1918 gehörte der Ort zur Unterherrschaft des Fürstentums Schwarzburg-Sondershausen.
Kurz nach der Wiedervereinigung 1990 stellte man die Kaliförderung ein und schloss den Betriebsteil „Werk West“ des VEB Elektroinstallation, was zu hoher Arbeitslosigkeit führte.

## Kultur und Sehenswürdigkeiten
Im Ort existiert der Karnevalsverein „Blau-Weiß“.
Sehenswert sind neben den Mühlen am Flüsschen Bebra und der Kirche St. Georg die Bebraer Teiche. Dort befindet sich ein Freibad nebst Teich zum Paddeln und Tretbootfahren sowie eine Bungalowanlage.

## Persönlichkeiten
Der Dirigent und Hochschullehrer Olaf Koch (1932–2001) wurde in Bebra geboren.